# Rifondazione (periodico)
Rifondazione. Mensile di Politica e Cultura era una rivista organo del Partito della Rifondazione Comunista. 

## Storia
Nato nel 1997 sotto la direzione del presidente del Prc Armando Cossutta, ha cessato le pubblicazioni, dopo 16 uscite, col numero di ottobre 1998 in seguito alla scissione del Partito dei Comunisti Italiani che rese oneroso mantenere in vita il mensile.
Solo nel febbraio 2010 il PRC si ridoterà di un mensile di approfondimento con Su la testa.

## Direttori
- Armando Cossutta (1997-1998)